# 訃報 1975年6月
訃報 1975年6月（ふほう 1975ねん6がつ）では、1975年（昭和50年）6月中に物故した、又は物故が報じられた人物についてまとめる。

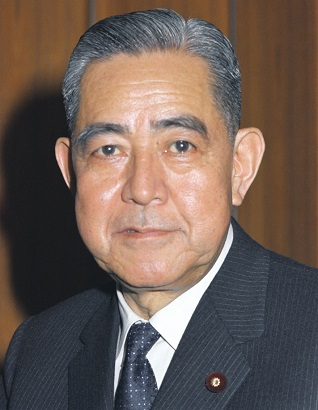
佐藤栄作 / 6月3日没

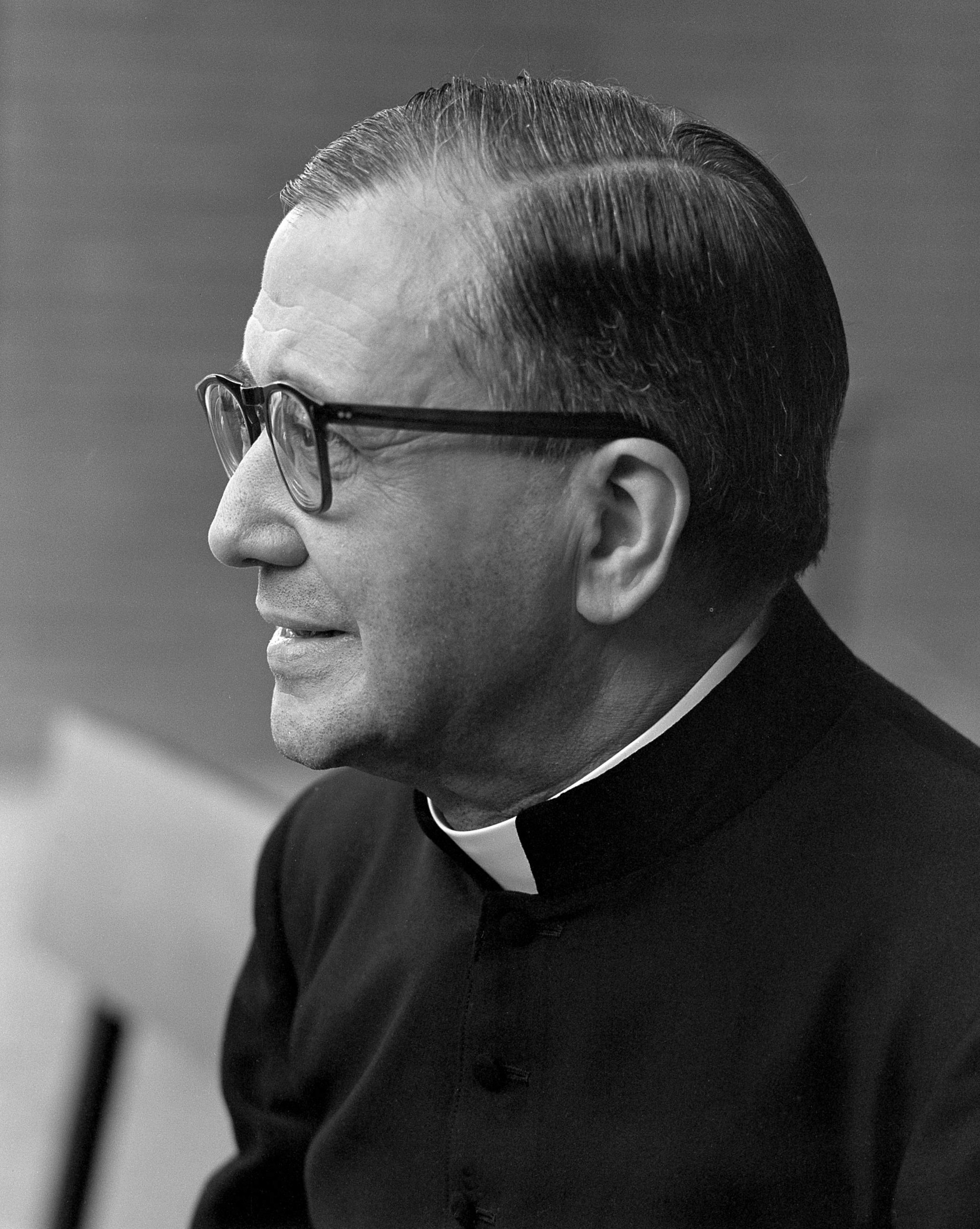
聖ホセマリア・エスクリバー / 6月26日没

## （1日 - 15日）
- 6月3日 - 佐藤栄作、第61-63代内閣総理大臣（* 1901年）
- 6月5日 - パウリ・ケレス、チェスプレーヤー（* 1916年）
- 6月5日 - 桑原虎雄、海軍軍人（* 1887年）
- 6月6日 - 岩淵辰雄、ジャーナリスト・政治評論家（* 1892年）
- 6月6日 - 田所太郎、編集者・新聞経営者（* 1911年）
- 6月6日 - 大島浩、元駐ドイツ大使（* 1886年）
- 6月7日 - 大場磐雄、考古学者（* 1899年）
- 6月8日 - マレイ・ラインスター、SF作家（* 1896年）
- 6月9日 - 松丸東魚、篆刻家（* 1901年）
- 6月10日 - 猪股謙二郎、政治家・衆議院議員（* 1889年）
- 6月11日 - 宮坂英弌、考古学者・茅野市尖石縄文考古館初代館長（* 1887年）
- 6月12日 - 小田成就、内務官僚（* 1901年）
- 6月15日 - 末次留蔵、剣道家（* 1893年）

## （16日 - 30日）
- 6月16日 - 坂口二郎、実業家（* 1895年）
- 6月18日 - 川喜田煉七郎、建築家（* 1902年）
- 6月19日 - 秋山安三郎、演劇評論家・随筆家（* 1886年）
- 6月21日 - 矢尾喜三郎、政治家（* 1901年）
- 6月23日 - 林武、洋画家（* 1896年）
- 6月25日 - 川口篤、フランス文学者（* 1902年）
- 6月25日 - 門田ゆたか、作詞家（* 1907年）
- 6月26日 - 聖ホセマリア・エスクリバー、オプス・デイ創立者（* 1902年）
- 6月30日 - 朝比奈泰彦、薬学者・薬化学者（* 1881年）
- 6月30日 - 金子光晴、詩人（* 1895年）
- 6月30日 - 加藤謙一、雑誌編集者（* 1896年）